# دریاچه آرین
دریاچه آرین (ارمنی: Արին լիճը) یک دریاچه در استان بتلیس کشور ترکیه است.